# Audi TT Sportback
Audi TT Sportback – samochód koncepcyjny niemieckiej marki Audi zaprezentowany podczas targów motoryzacyjnych w Paryżu w październiku 2014 roku. Auto nawiązuje wyglądem do klasycznego modelu TT, lecz jest klasycznym liftbackiem przypominającym coupe.
Samochód został zbudowany na płycie podłogowej koncernu Volkswagen AG MQB. Ten model nawiązuje do trzeciej generacji TT, oferując wirtualny kokpit z 12,3-calowym wyświetlaczem LCD, który umożliwia przełączanie między klasycznymi wskaźnikami i różnymi interfejsami, w tym komputerem pokładowym, systemem multimedialnym i nawigacją. Z przodu samochód jest wyposażony w zaawansowane reflektory laserowo-diodowe. Z tyłu standardową ławkę zastąpiono dwoma oddzielnymi siedzeniami, aby uzyskać bardziej sportowy układ.
Pojazd wyposażono w dwulitrowy turbodoładowany silnik benzynowy w technologii FSI o mocy 400 KM (dostępny przy mocy 6500 obr./min.) oraz dysponujący 450 Nm w zakresie od 2400 do 6000 obr./min. Współpracuje on z 7-stopniową przekładnią zautomatyzowaną S Tronic z dwoma sprzęgłami oraz napędem na obie osie (Haldex). W rezultacie sprint od zera do "setki" zajmuje jedynie 3,9 s, a średnie zużycie paliwa według Audi wynosi poniżej 7 l/100 km.